# Gosibius texicolens
Gosibius texicolens är en mångfotingart som beskrevs av Chamberlin 1938. Gosibius texicolens ingår i släktet Gosibius och familjen stenkrypare. Inga underarter finns listade i Catalogue of Life.